# Škubánky

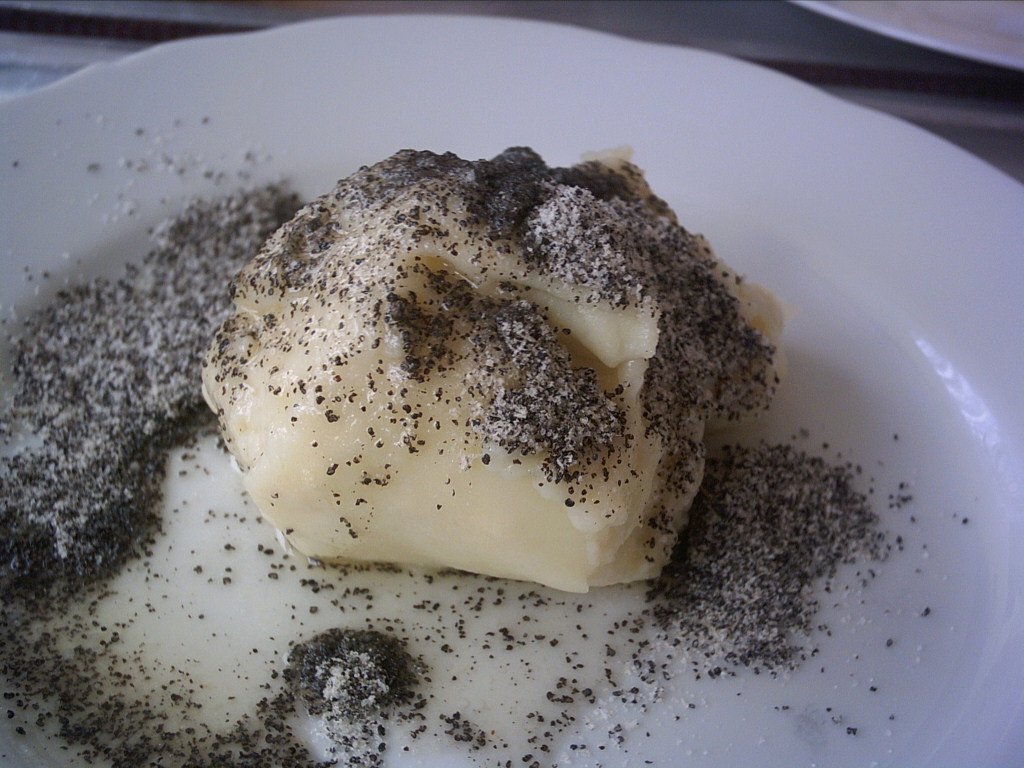
Škubánky s mákem

Škubánky, v západních Čechách též kucmoch nebo kucmouch, na Slovácku šulánky, je české jídlo z brambor. Někdy se škubánkům říká trpalky.

## Historie
Toto jídlo bylo donedávna velmi populární a pro sladkou chuť oblíbené hlavně mezi dětmi. Zřejmě proto vznikl v České televizi známý večerníček Káťa a Škubánek. Škubánky bývaly běžnou součástí jídelníčků ve školkách i v závodních kuchyních. Před cca 100 lety běžně patřily škubánky do znalostní výbavy každé dobré české hospodyně.

## Příprava
Oloupané brambory se uvaří, zbytek vody se slije, trocha se nechá u dna a zasypou se hrubou moukou, která se obráceným koncem vařečky „zašťouchá“, neboli udělá se několik „šťouchů“ do brambor. Poté se to pod pokličkou nechá na slabém ohni asi 20 minut propařit. Hotová hmota se vařečkou prohněte a lžící se vykrajují bochánky, které se škubnutím ruky v zápěstí pokládají na talíř a tak vzniknou známé škubánky. Podávají se sypané mákem s cukrem a polité převařeným máslem, za dávných časů, případně v jiných krajích také prachandou či pracharandou, což jsou sušené hrušky, v hmoždíři na prach utlučené, nebo posypané strouhaným sýrem a maštěné sádlem. Také se dají vytvarovat do placičky a po obou stranách na sucho opéct, takto se označují jako spěšinky nebo škubánkové opečenky. Podávají se se sýrem, kysaným zelím nebo jako příloha k salátům.